# Chrysler ME Four-Twelve

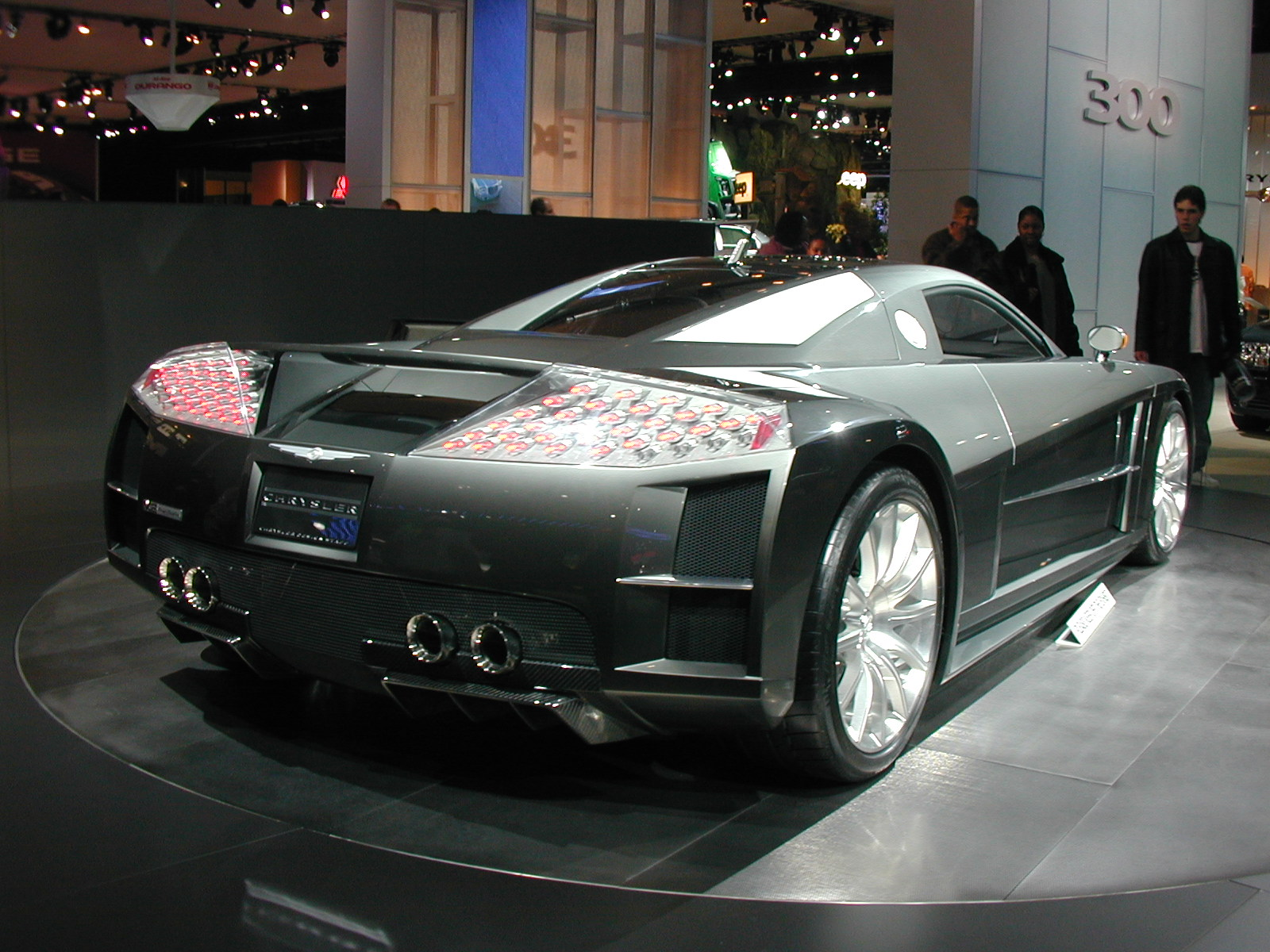
Heckansicht

Der Chrysler ME Four-Twelve ist ein Prototyp, den DaimlerChrysler unter dem Markennamen Chrysler 2004 vorstellte.

## Modellgeschichte
Das Fahrzeug wurde erstmals auf der North American International Auto Show (NAIAS) 2004 gezeigt. Für Design und Entwicklung wurde weniger als ein Jahr benötigt. Es wurde bis 29. Dezember 2003 bei Gaffoglio Family Metalcrafters Inc. in Kalifornien aufgebaut. Der Name leitet sich aus „Mid Engine with Four turbochargers on a Twelve-cylinder engine“ (Mittelmotor mit vier Turboladern an einem V12-Motor) ab. Die projektierte Höchstgeschwindigkeit lag mit 400 km/h über der des McLaren F1, jedoch wurde der Wagen nie in Kleinserie produziert.
Chrysler erklärte anfänglich, dass der ME Four-Twelve ein Prototyp für die spätere Serienfertigung sein sollte. Später wurde das Projekt zeitweise gestoppt, da einige Einwände von der SLR-Abteilung von Mercedes-Benz kamen. Im Herbst 2005 gab Chrysler aber bekannt, dass das Projekt nun vermutlich weiterentwickelt würde.

## Technik

### Karosserie
Der ME Four Twelve hat ein Monocoque-Chassis, eine Sandwichkonstruktion mit Deckschichten aus kohlenstofffaserverstärktem Kunststoff (KFK) und einer Aluminium-Wabenstruktur als Kern. Monocoque-Chassis bedeutet, dass der Rahmen größtenteils aus einer einzigen tragenden Schale hergestellt ist. Der größte Teil der Karosserie besteht ebenfalls aus KFK in Kombination mit Verformungszonen aus Aluminium. Der Motor ist in einen Hilfsrahmen eingebaut, der aus Chrom-Molybdän-Stahl gefertigt wurde, der ursprünglich für heiße Zonen in Kraftwerken entwickelt wurde. Der Wagen hat einen Luftwiderstandsbeiwert (cW-Wert) von 0,358.
Ein anderes Detail am ME Four-Twelve ist der aktive Heckspoiler. Er kann 100  mm nach hinten verschoben werden, wodurch 1356 N Abtrieb bei 299 km/h produziert werden.

### Fahrwerk
Die Radaufhängungen bestehen aus doppelten Querlenkern, Aluminium-Längslenkern, horizontal-gegenüberliegenden kombinierten Feder-Stoßdämpfern mit elektronisch gesteuerter Zug- und Druckstufe, Edelstahldämpferstangen und flachen Torsionsstäben. Die Lenkung ist eine servounterstützte Zahnstangenlenkung und hat eine Gesamtübersetzung von 16 : 1 mit 2,4 Lenkradumdrehungen von Anschlag zu Anschlag. Der Wendekreisdurchmesser beträgt 11,0 m. 

### Bremsanlage und Räder
Der Chrysler hat innenbelüftete Bremsscheiben aus Carbonkeramik (kohlenstofffaserverstärktes Siliciumcarbid) mit 381 mm Durchmesser mit Sechskolben-Bremssätteln vorne und hinten. Die Räder sind aus Leichtmetalldruckguss mit den Maßen 10 × 19 Zoll (vorne) und 12,5 × 20 Zoll (hinten). Die Reifengröße ist 265/35ZR19 vorn und 335/30ZR20 hinten.

### Motor
Der ME Four-Twelve hat einen Mittelmotor und Hinterradantrieb. Hier hat Chrysler einen 60°-V12-Motor mit 5980 cm³ Hubraum von AMG eingesetzt, der mit vier Turboladern ausgestattet ist, die einen maximalen Ladedruck von 2,86 bar erzeugen. Er hat vier obenliegende Nockenwellen, drei Ventile pro Zylinder, ein Verdichtungsverhältnis von 9,0 : 1, eine Trockensumpfschmierung und ein elektronisches, sequenzielles Multi-Point-Einspritzsystem. Er entwickelt 634 kW bei einer Drehzahl von 5750/min und ein Drehmoment von 1152 Nm zwischen 2500 und 6000/min. Dies entspricht einer spezifischen Leistung von 106 kW/l; die Drehzahlgrenze liegt bei 6800/min.

### Getriebe
Für die Leistungsübertragung hat der ME Four-Twelve ein Siebengang-Doppelkupplungsgetriebe mit Nasskupplungen von Ricardo, das eigens für diesen Wagen hergestellt wurde. Das Getriebe kann einen Schaltvorgang in etwa 200 Millisekunden bewältigen.

### Fahrleistungen
- Beschleunigung von 0 auf 96 km/h in 2,9 Sekunden
- Beschleunigung von 0 auf 160 km/h in 6,2 Sekunden
- Höchstgeschwindigkeit von 400 km/h